# 렉싱턴 스틸
렉싱턴 스틸(Lexington Steele, 1969년 11월 28일 ~ )은 미국의 포르노 배우, 포르노 영화 감독으로, 제작사 머시너리 모션 픽처스의 소유자이다. 스틸은 AVN상에서 최우수남우상을 3번 획득하였다.

## 출연 작품
- 디스 에인트 아바타 XXX (2010)
- 아드레날린 24 2 (2009)
- 위즈 시즌1 (2005)